# Sede titolare di Mercia
La diocesi di Mercia (in latino: Dioecesis Merciorum) è una sede titolare della Chiesa cattolica.
L'antica diocesi anglosassone, la prima istituita nel regno di Mercia, dal 1968 è annoverata tra le sedi vescovili titolari della Chiesa cattolica; dal 24 novembre 2015 il vescovo titolare è Paul McAleenan, vescovo ausiliare di Westminster.

## Cronotassi dei vescovi titolari
- Joseph Gray † (19 dicembre 1968 - 19 agosto 1980 nominato vescovo di Shrewsbury)
- Anthony Edward Pevec † (13 aprile 1982 - 14 dicembre 2014 deceduto)
- Paul McAleenan, dal 24 novembre 2015